# Ле Казеле (Арецо)
Ле Казеле је насеље у Италији у округу Арецо, региону Тоскана.
Према процени из 2011. у насељу је живело 97 становника. Насеље се налази на надморској висини од 289 м.